# Laphria terminalis
Laphria terminalis là một loài ruồi trong họ Asilidae. Laphria terminalis được Wulp miêu tả năm 1872. Loài này phân bố ở miền Ấn Độ - Mã Lai.